# Caffrowithius excellens
Caffrowithius excellens är en spindeldjursart som först beskrevs av Beier 1958.  Caffrowithius excellens ingår i släktet Caffrowithius och familjen blindklokrypare. Inga underarter finns listade.